# Jerzy Dobrzański (żużlowiec)
Jerzy Dobrzański (ur. 7 lipca 1946) – polski żużlowiec.
Sport żużlowy uprawiał w latach 1966–1969, przez całą karierę reprezentując w rozgrywkach o drużynowe mistrzostwo Polski klub Polonia Bydgoszcz. W 1967 zajął VIII miejsce w końcowej klasyfikacji rozgrywek o Srebrny Kask, natomiast w 1968 r. wystąpił w rozegranym w Lesznie finale młodzieżowych indywidualnych mistrzostw Polski, zajmując VIII miejsce.